# Батальйон зв'язку

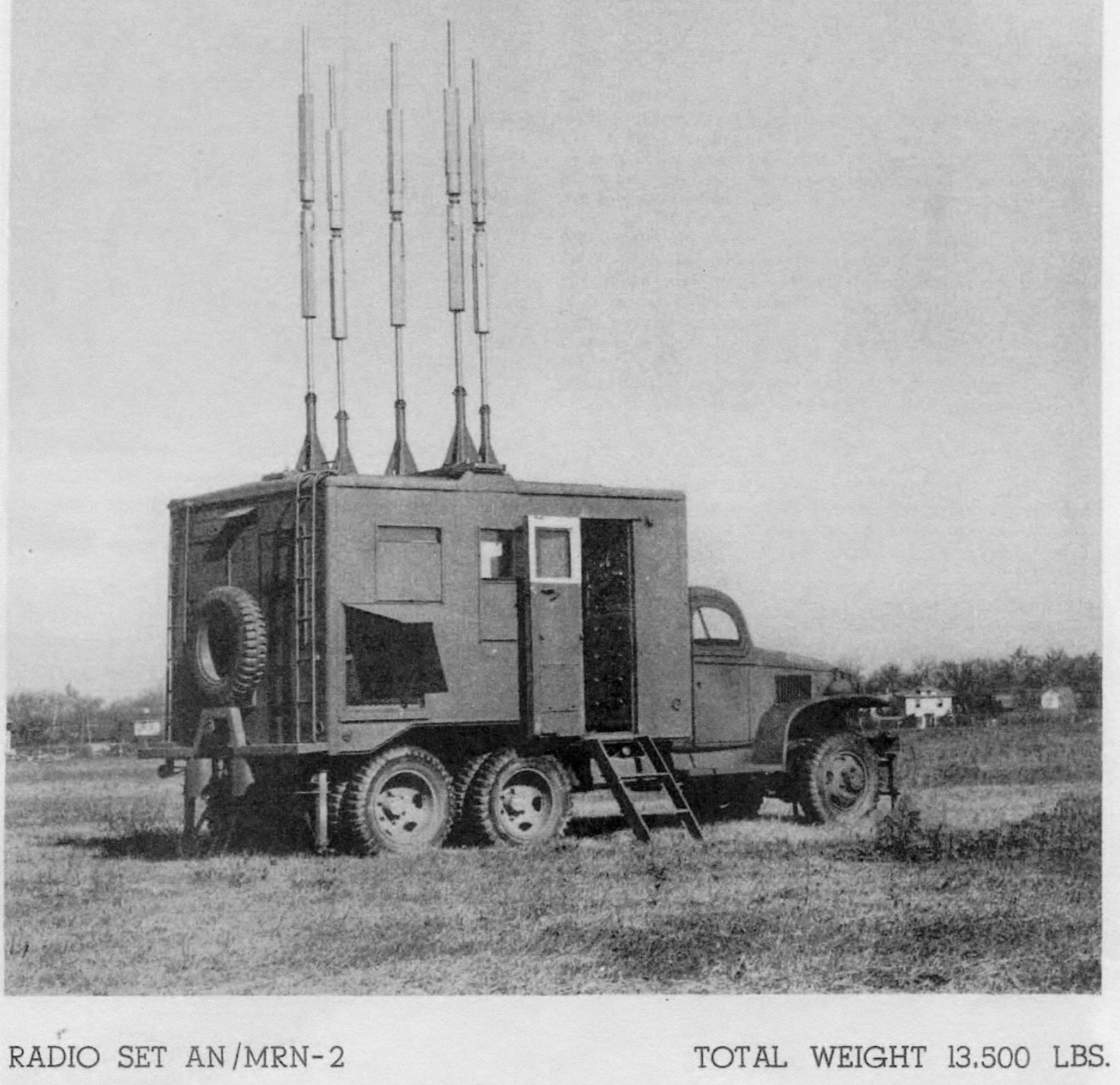
Американська станція далекого радіозв'язку AN/MRN-2 на шасі GMC CCKW часів Другої світової війни

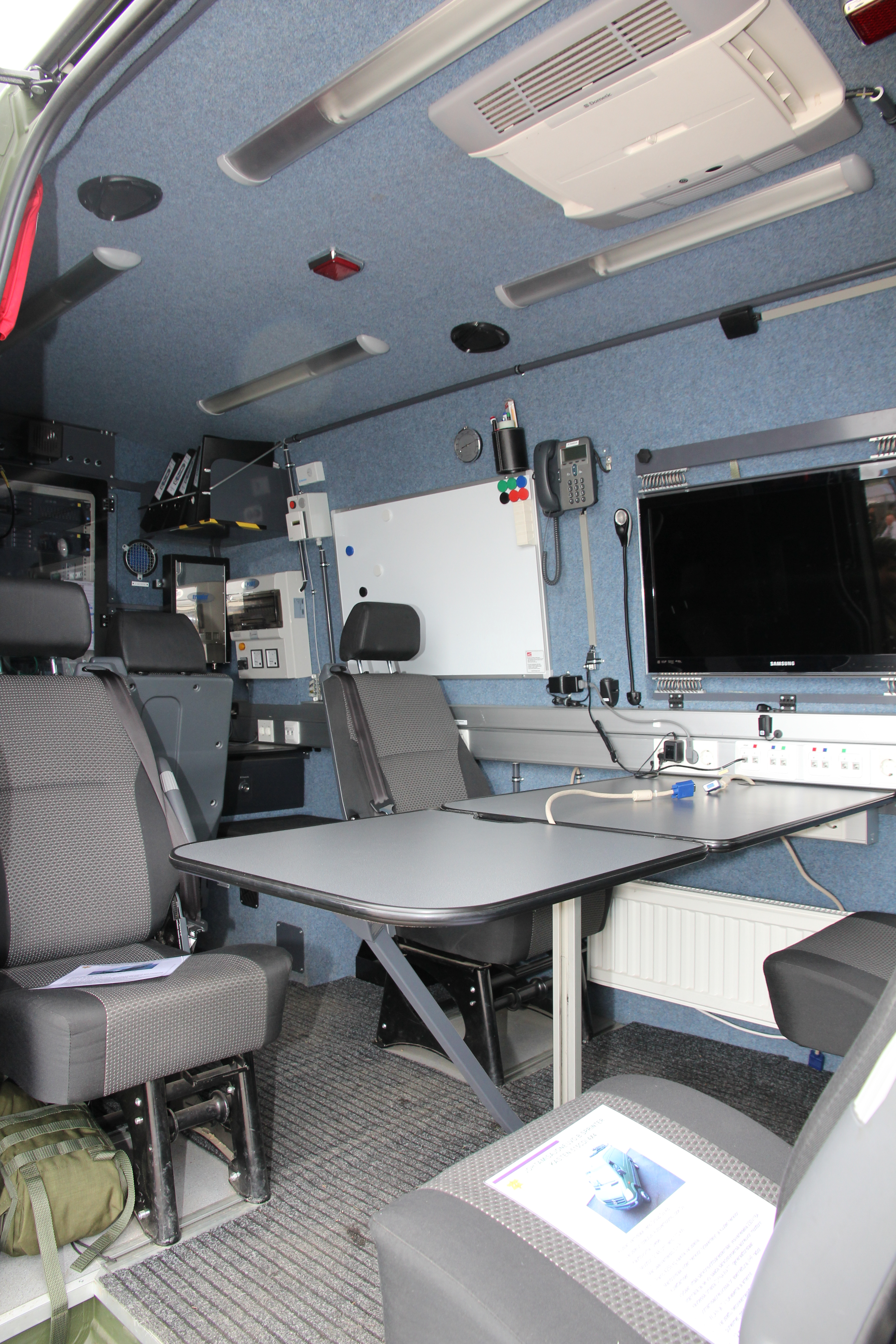
Внутрішнє обладнання радіостанції на колісному шасі Mercedes-Benz Sprinter 515CDI. Збройні сили Фінляндії

Стандартне позначення військ зв'язку НАТО

Батальйон зв'язку — основний тактичний підрозділ, тактична і адміністративно-господарська одиниця військ зв'язку.

## Призначення, склад
Батальйон зв'язку призначений для забезпечення військового зв'язку, передачі й прийому (обміну) інформації (повідомлень, сигналів) в системах управління військами (силами) і зброєю за допомогою різних засобів і способів. Батальйон зв'язку має у своєму розпорядженні низку засобів військового зв'язку, а також за допомогою доставки командувачам, командирам та штабам оперативних документів та інших службових відправлень за допомогою фельд'єгерів і рухомих засобів зв'язку: автомобілів, БТР, мотоциклів тощо.
Організаційно батальйон зв'язку може входить до складу полку зв'язку або, як окрема частина, загальновійськового з'єднання (бригади, дивізії), об'єднання (Корпус (військова справа), армія), а також з'єднань і об'єднань видів збройних сил чи родів військ.

### Основні завдання
Основними завданнями батальйону зв'язку є своєчасна передача даних про противника і команд на приведення військових формувань у вищі ступені бойової готовності, забезпечення своєчасного, точного і прихованого доведення наказів, вказівок, розпоряджень командувачів (командирів) до підлеглих військ (сил) та отримання донесень про хід бойових дій, забезпечення обміну інформацією між взаємодіючими військами видів збройних сил і родів військ, передача інформації з управління військовим тилом, передача даних метеообстановки і сигналів єдиного часу. Основним завданням підрозділів батальйону зв'язку в бою і операції є забезпечення керівному складу з'єднань, об'єднань і штабам усіх ступенів безперервного управління підлеглими військами (силами) в будь-яких умовах обстановки.

### Типи батальйонів зв'язку
У залежності за завданнями та способом забезпечення військового зв'язку батальйони у військах зв'язку розрізняються за складом, оснащенням та озброєнням.
- окремий батальйон зв'язку (обз) — окремий підрозділ у структурі дивізії/корпусу або структурний підрозділ (батальйон зв'язку) в окремому полку/бригаді зв'язку, що виконує завдання забезпечення зв'язку у військах. Організаційно такий батальйон зв'язку може складатися з двох-трьох рот зв'язку та господарської частини. Господарська частина складається з окремих взводів з ремонту та технічного обслуговування засобів зв'язку, з автотранспортного забезпечення, з господарського забезпечення, з обслуговування і ремонту акумуляторів для переносної радіоапаратури. Роти зв'язку займаються безпосередньо забезпеченням усіх видів зв'язку штабу з'єднання з підрозділами та військовими частинами та в пункті постійної дислокації і в польових умовах. На озброєнні обз має мобільні вузли УКХ і КХ-радіозв'язку на базі вантажних автомобілів і бронетехніки, а також комплексні апаратури для організації дротового телефонного зв'язку в польових умовах. Особовий склад обз — 200–250 чоловік.
- окремий батальйон тропосферного зв'язку (обтз) або батальйон радіорелейного зв'язку (обрз); обтз/обрз організовують зв'язок з віддаленими об'єктами шляхом установки ланцюжка приймально-передавальних станцій (ретрансляторів) — радіорелейний зв'язок.
- окремий батальйон лінійного зв'язку (облз) або окремий лінійно-станційний батальйон (олсб); облз/олсб організовує зв'язок з місцевої телефонної мережі з передачею даних по радіорелейному зв'язку.
- окремий батальйон радіоелектронної боротьби (об РЕБ); об РЕБ займається радіоелектронним придушенням засобів зв'язку противника і радіоелектронним захистом своїх радіоелектронних об'єктів.